# O Guarani (1979)
O Guarani é um filme brasileiro de 1979, do gênero drama romântico-histórico-aventuresco, dirigido por Fauzi Mansur, com roteiro de Ody Fraga baseado no romance O Guarani, de José de Alencar.

## Elenco
- David Cardoso: Peri
- Dorothée Marie Bouvyer: Ceci
- Flávio Porto
- Tony Correia
- Luigi Picchi
- Solange Theodoro
- Flora Geny
- Francisco Curcio
- Jofre Soares
- Roberto Miranda
- Fernando Reski
- Derval de Faria
- Paulo Domingues
- Alberto Ruschel
- Lino Sérgio
- Ivo da Mata
- Heitor Gaiotti
- José Lopes
- Josmar Martins
- Orival Pessini